# Rudolf Felder

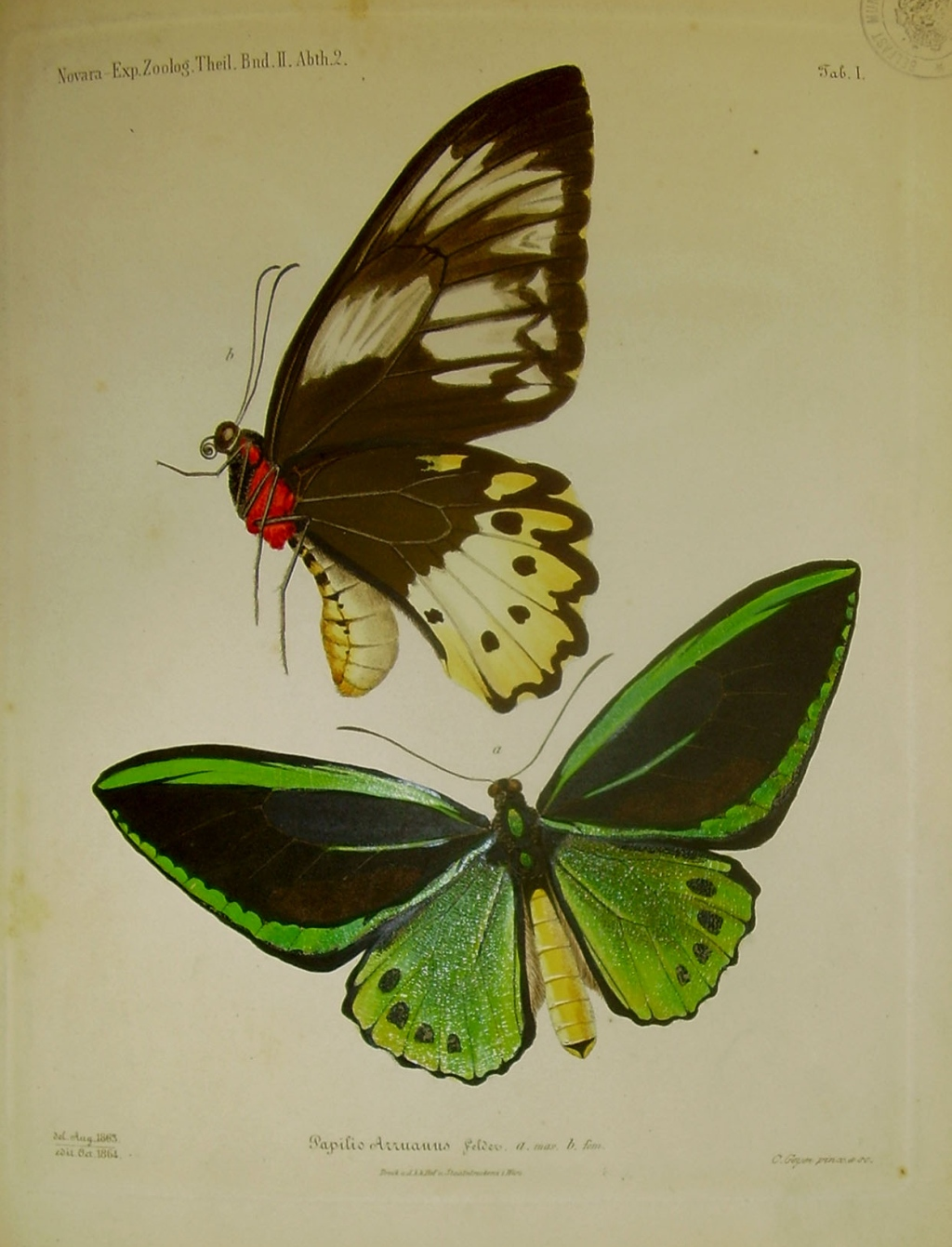
Riddarfjärilar, teckning från Felders arbete Reise der österreichischen Fregatte Novara um die Erde.

Rudolf Felder, född 2 maj 1842, död 29 mars 1871 var en österrikisk entomolog och jurist.
Som zoolog arbetade han bland annat med att klassificera insekter, speciellt fjärilar, bland annat flera stora riddarfjärilar. Han är auktor, det vill säga har beskrivit flera arter, många tillsammans med sin far Cajetan Felder. Tillsammans byggde de upp en stor insektssamling.

## Publikationer
- 1859 – Lepidopterologische Fragmente. Wiener Entomologische Monatschrift 3:390–405. – (medförfattare tillsammans med Cajetan Felder)
- 1860 eller 1861 – Lepidopterorum Amboinensium a Dre L. Doleschall annis 1856 – 1868 collectorum species novae, diagnostibus collustratae. Sitzungsberichten der k. Akademie der Wissenschaften zu Wien, Jahr.
- 1865 – Reise der österreichischen Fregatte Novara um die Erde.. Zool. Theil. Vol. 2, Part 2. Lepidoptera. (Wien.) (medförfattare tillsammans med Cajetan Felder och Alois Friedrich Rogenhofer)